# Beach Soccer Intercontinental Cup 2016
La Beach Soccer Intercontinental Cup 2016 è stata la sesta edizione del torneo, Beach Soccer Intercontinental Cup. Si è svolto presso la spiaggia di Jumeirah a Dubai, negli Emirati Arabi Uniti dal 1 al 5 novembre 2016. Otto squadre hanno partecipato alla competizione.

## Squadre partecipanti
| Squadra             | Confederazione | Risultati                                        | Partecipazione |
| ------------------- | -------------- | ------------------------------------------------ | -------------- |
| Emirati Arabi Uniti | AFC            | Ospitante                                        | 6ª             |
| Polonia             | UEFA           | Campione Qualificazioni Mondiali UEFA 2015       | 1ª             |
| Russia              | UEFA           | Terza Euro Beach Soccer League 2015              | 6ª             |
| Stati Uniti         | CONCACAF       | Quarti CONCACAF Beach Soccer Championship 2015   | 3ª             |
| Brasile             | CONMEBOL       | Campione CONMEBOL Beach Soccer Championship 2015 | 5ª             |
| Iran                | AFC            | Terza AFC Beach Soccer Championship 2015         | 4ª             |
| Egitto              | CAF            | Sesto Africa Beach Soccer Cup of Nations 2015    | 2ª             |
| Tahiti              | OFC            | Secondo Euro Beach Soccer League 2015            | 4ª             |

## Fase a gironi

### Gruppo A
| Team                | G | V | V+ | P | GF | GS | +/- | P |
| ------------------- | - | - | -- | - | -- | -- | --- | - |
| Brasile             | 3 | 3 | 0  | 0 | 26 | 7  | +19 | 9 |
| Tahiti              | 3 | 2 | 0  | 1 | 16 | 17 | -1  | 6 |
| Polonia             | 3 | 0 | 1  | 2 | 8  | 12 | –4  | 1 |
| Emirati Arabi Uniti | 3 | 0 | 0  | 3 | 6  | 20 | –14 | 0 |

| Squadra 1 | Risultato     | Squadra 2           |
| --------- | ------------- | ------------------- |
| Tahiti    | 5-4           | Polonia             |
| Brasile   | 11-1          | Emirati Arabi Uniti |
| Tahiti    | 7-3           | Emirati Arabi Uniti |
| Brasile   | 5-2           | Polonia             |
| Polonia   | 2-2 (2-0 dcr) | Emirati Arabi Uniti |
| Brasile   | 10-4          | Tahiti              |

### Gruppo B
| Team        | G | V | V+ | P | GF | GS | +/- | P |
| ----------- | - | - | -- | - | -- | -- | --- | - |
| Iran        | 3 | 2 | 1  | 0 | 13 | 6  | +7  | 7 |
| Russia      | 3 | 2 | 0  | 1 | 22 | 12 | +10 | 6 |
| Egitto      | 3 | 1 | 0  | 2 | 12 | 17 | –5  | 3 |
| Stati Uniti | 3 | 0 | 0  | 3 | 8  | 20 | –12 | 0 |

| Squadra 1 | Risultato     | Squadra 2   |
| --------- | ------------- | ----------- |
| Iran      | 6-2           | Stati Uniti |
| Russia    | 10-6          | Egitto      |
| Iran      | 4-1           | Egitto      |
| Russia    | 9-3           | Stati Uniti |
| Egitto    | 5-3           | Stati Uniti |
| Iran      | 3-3 (3-1 dcr) | Russia      |

## Piazzamenti

### Semifinali 5º-8º posto
| Squadra 1 | Risultato | Squadra 2           |
| --------- | --------- | ------------------- |
| Polonia   | 6-3       | Stati Uniti         |
| Egitto    | 7-3       | Emirati Arabi Uniti |

### Finale 7º-8º posto
| Squadra 1           | Risultato | Squadra 2   |
| ------------------- | --------- | ----------- |
| Emirati Arabi Uniti | 4-3       | Stati Uniti |

### Finale 5º-6º
| Squadra 1 | Risultato     | Squadra 2 |
| --------- | ------------- | --------- |
| Polonia   | 3-3 (2-0 dcr) | Egitto    |

## Finali

### Semifinali
| Squadra 1 | Risultato | Squadra 2 |
| --------- | --------- | --------- |
| Brasile   | 7-0       | Russia    |
| Iran      | 8-6       | Tahiti    |

### Finale 3º-4º posto
| Squadra 1 | Risultato | Squadra 2 |
| --------- | --------- | --------- |
| Russia    | 4-3       | Tahiti    |

### Finale
| Squadra 1 | Risultato | Squadra 2 |
| --------- | --------- | --------- |
| Brasile   | 6-2       | Iran      |

## Classifica Finale
| Pos | Team                |
| --- | ------------------- |
| 1   | Brasile             |
| 2   | Iran                |
| 3   | Russia              |
| 4   | Tahiti              |
| 5   | Polonia             |
| 6   | Egitto              |
| 7   | Emirati Arabi Uniti |
| 8   | Stati Uniti         |